# Bittino da Faenza

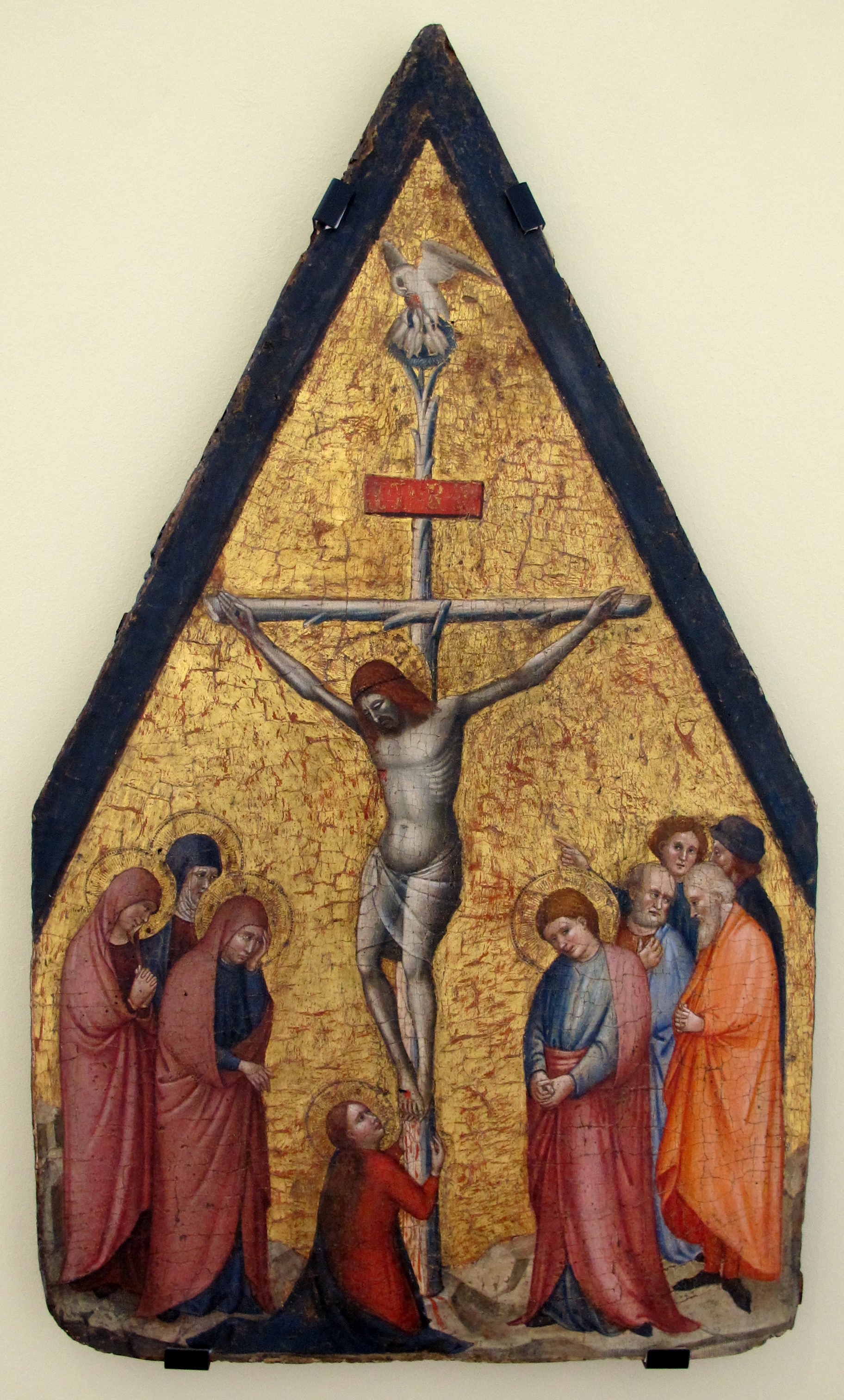
Răstignirea, c.1400

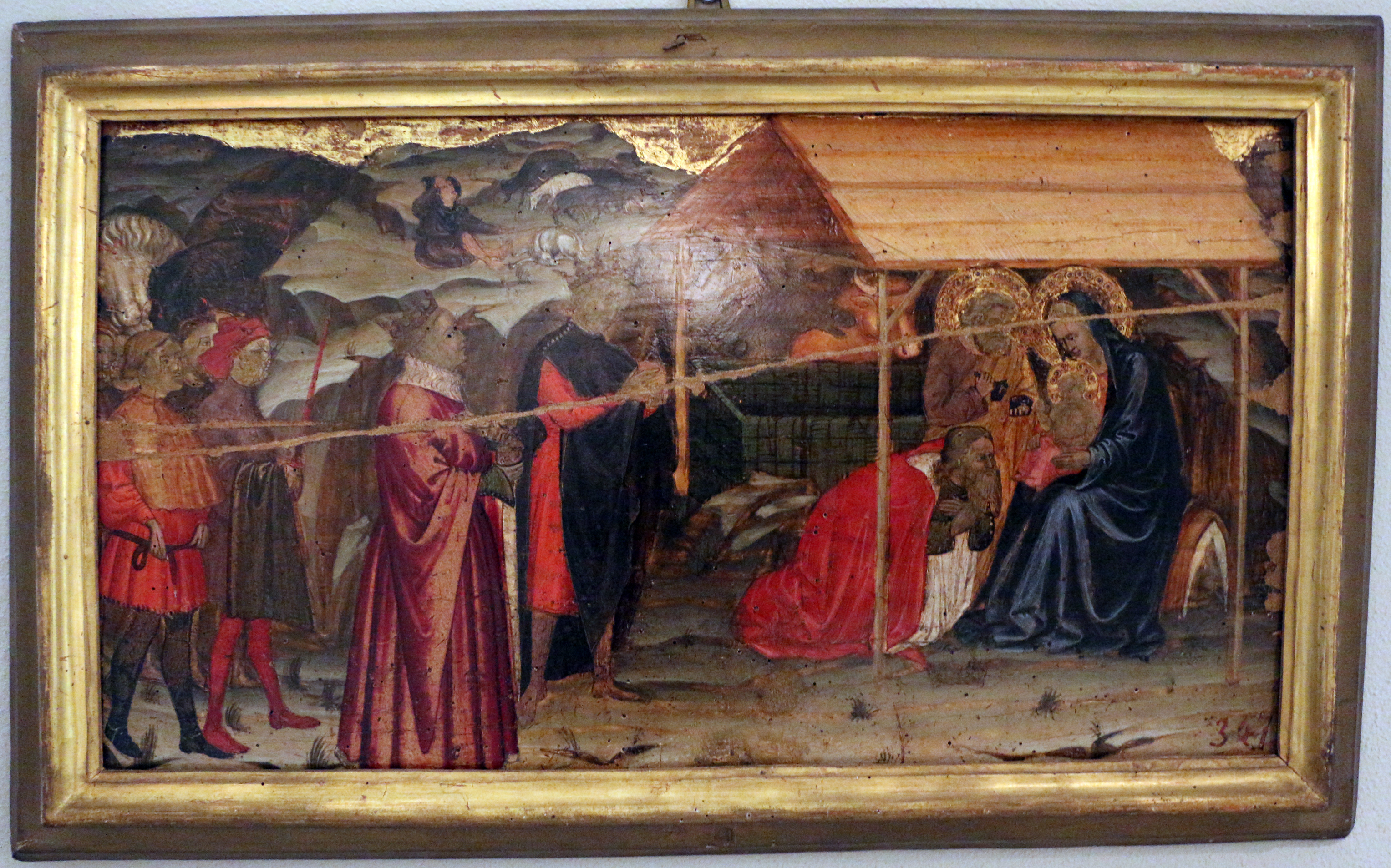
Adorația Magilor, c. 1400 Galeria Națională de artă din Bologna

Bitino da Faenza (n. Faenza, 1357 - d. Rimini, între 1426 și 1427) a fost un pictor italian.
Activitatea sa ca pictor s-a desfășurat în Romagna la sfârșitul secolului al XIV-lea și în primul trimestru al secolului al XV-lea.
1. ↑  Faenza da Bittino